# شوووت
شوووت (به ترکی آذربایجانی: Şovut) یک منطقه مسکونی در جمهوری آذربایجان است که در شهرستان یاردیملی واقع شده‌است. شوووت ۲۵۵ نفر جمعیت دارد.